# Химьяриты
Химьяри́ты (араб. حميريون‎, химйарийю́н) — древний семитский народ в Южной Аравии (современный Йемен). Считаются потомками Кахтана и относятся к так называемым «чистым» арабам (араб аль-ариба).
Первые упоминания о химьяритах относятся примерно ко 2-му—1-му тысячелетиям до н. э. Плиний Старший помещает племена химьяритов между царством Саба и морем. Речь при этом идёт о племени (точнее говоря вождестве) или небольшом государстве с центром в Зафаре — одном из многих владений, на которые распалась в тот период Южная Аравия. В I веке до н. э. основали государство Химьяр, просуществовавшее до VI века н. э., захваченное эфиопами.
Химьяриты имели собственную письменность.
Химьяритский язык принадлежал к южносемитской группе, но очень заметно отличался от сабейского языка. По религии начиная с IV века н. э. исповедовали иудаизм и христианство.